# Mistrzostwa Polski Akademickiego Związku Sportowego w Lekkoatletyce 2010
Mistrzostwa Polski Akademickiego Związku Sportowego w Lekkoatletyce – zawody lekkoatletyczne, które zostały zorganizowane w Białej Podlaskiej 22 oraz 23 maja 2010 roku.

## Rezultaty

### Mężczyźni
| Konkurencja:               | 1. miejsce                                                                           | Rezultat | 2. miejsce                                                                       | Rezultat | 3. miejsce                                                                         | Rezultat |
| Bieg na 100 m              | Paweł Stempel                                                                        | 10,45    | Robert Kubaczyk                                                                  | 10,70    | Michał Bielczyk                                                                    | 10,73    |
| Bieg na 200 m              | Dariusz Kuć                                                                          | 20,92w   | Mateusz Pluta                                                                    | 21,09w   | Paweł Stempel                                                                      | 21,10w   |
| Bieg na 400 m              | Rafał Omelko                                                                         | 46,74    | Kamil Budziejewski                                                               | 46,93    | Marcin Sobiech                                                                     | 46,97    |
| Bieg na 800 m              | Łukasz Jóźwiak                                                                       | 1:54,57  | Adam Czerwiński                                                                  | 1:54,72  | Sebastian Papuga                                                                   | 1:54,89  |
| Bieg na 1500 m             | Adam Czerwiński                                                                      | 3:46,53  | Łukasz Jóźwiak                                                                   | 3:46,86  | Szymon Sznura                                                                      | 3:49,42  |
| Bieg na 3000 m             | Dawid Kubiec                                                                         | 8:26,70  | Szymon Sznura                                                                    | 8:28,95  | Maciej Badurek                                                                     | 8:34,57  |
| Bieg na 110 m przez płotki | Maciej Wojtkowski                                                                    | 14,40    | Maciej Pogonowski                                                                | 14,90    | Dawid Pyra                                                                         | 14,97    |
| Bieg na 400 m przez płotki | Rafał Ostrowski                                                                      | 51,10    | Damian Dusiński                                                                  | 52,09    | Sebastian Porządny                                                                 | 52,15    |
| Sztafeta 4 × 100 m         | AZS-AWF Biała Podlaska Marcin Dudek Paweł Stempel Damian Karolak Grzegorz Roszkowski | 40,89    | AZS-AWF Warszawa Jakub Giżyński Michał Bielczyk Piotr Oganiaczyk Michał Łukasiak | 40,98    | AZS-AWF Katowice Stanisław Krzywiec Olaf Paruzel Robert Goluch Maciej Borys        | 41,35    |
| Sztafeta 4 × 400 m         | AZS Łódź Krzysztof Klonowicz Kamil Budziejewski Sebastian Porządny Jarosław Wasiak   | 3:11,54  | AZS-AWF Warszawa Damian Ryński Bartłomiej Mrozek Michał Makowski Piotr Kozieł    | 3:12,29  | AZS-AWF Warszawa II Daniel Sołodko Marcin Sobiech Mateusz Wroński Szymon Ogonowski | 3:19,47  |
| Bieg przełajowy (ok. 6 km) | Michał Bernardelli                                                                   | 17:52    | Marcin Lewandowski                                                               | 18:02    | Jakub Nowak                                                                        | 18:08    |
| Chód na 5000 m             | Rafał Fedaczyński                                                                    | 19:48,01 | Jakub Jelonek                                                                    | 20:16,04 | Łukasz Nowak                                                                       | 20:36,47 |
| Skok wzwyż                 | Wojciech Theiner                                                                     | 2,24     | Konrad Owczarek                                                                  | 2,20     | Adam Jabłoński                                                                     | 2,04     |
| Skok o tyczce              | Łukasz Jurga                                                                         | 4,80     | Jacek Nabożny                                                                    | 2,60     | Dawid Pyra                                                                         | 2,40     |
| Skok w dal                 | Marcin Starzak                                                                       | 7,78     | Michał Łukasiak                                                                  | 7,70     | Konrad Podgórski                                                                   | 7,65     |
| Trójskok                   | Paweł Kruhlik                                                                        | 15,82    | Wojciech Lewandowski                                                             | 15,00    | Mateusz Gaweł                                                                      | 14,98    |
| Pchnięcie kulą             | Kamil Bełz                                                                           | 19,18    | Mateusz Mikos                                                                    | 19,00    | Damian Kusiak                                                                      | 18,22    |
| Rzut dyskiem               | Przemysław Czajkowski                                                                | 61,50    | Kamil Bełz                                                                       | 57,89    | Bartosz Ratajczak                                                                  | 57,70    |
| Rzut młotem                | Wojciech Nowicki                                                                     | 60,59    | Michał Wiercioch                                                                 | 60,46    | Damian Wesołowski                                                                  | 60,16    |
| Rzut oszczepem             | Łukasz Grzeszczuk                                                                    | 76,65    | Paweł Rakoczy                                                                    | 72,03    | Karol Jakimowicz                                                                   | 67,20    |

### Kobiety
| Konkurencja:               | 1. miejsce                                                                                     | Rezultat | 2. miejsce                                                                              | Rezultat | 3. miejsce                                                                                   | Rezultat |
| Bieg na 100 m              | Weronika Wedler                                                                                | 11,73    | Anna Kiełbasińska                                                                       | 11,81    | Agnieszka Ligięza                                                                            | 11,86    |
| Bieg na 200 m              | Weronika Wedler                                                                                | 23,53    | Anna Kiełbasińska                                                                       | 23,62    | Agnieszka Ligięza                                                                            | 23,89    |
| Bieg na 400 m              | Agata Bednarek                                                                                 | 54,25    | Tina Polak                                                                              | 54,72    | Danuta Młynarczyk                                                                            | 55,59    |
| Bieg na 800 m              | Katarzyna Broniatowska                                                                         | 2:05,91  | Joanna Kuś                                                                              | 2:06,77  | Justyna Zembrzuska                                                                           | 2:07,56  |
| Bieg na 1500 m             | Katarzyna Broniatowska                                                                         | 4:19,82  | Matylda Szlęzak                                                                         | 4:25,63  | Agnieszka Ciołek                                                                             | 4:26,02  |
| Bieg na 3000 m             | Agnieszka Ciołek                                                                               | 9:31,26  | Anna Wojna                                                                              | 9:48,11  | Matylda Szlęzak                                                                              | 9:52,53  |
| Bieg na 100 m przez płotki | Katarzyna Karpowicz                                                                            | 14,58    | Daria Grzegorzewska                                                                     | 14,62    | Zofia Blicharska                                                                             | 14,62    |
| Bieg na 400 m przez płotki | Joanna Linkiewicz                                                                              | 1:00,75  | Anita Konert                                                                            | 1:01,37  | Katarzyna Hyjek                                                                              | 1:02,03  |
| Sztafeta 4 × 100 m         | AZS Poznań Aneta Jakóbczak Iwona Ziółkowska Monika Wieczorkiewicz Martyna Opoń                 | 45,35    | AZS-AWF Wrocław Anna Gadzińska Aleksandra Szczepaniak Milena Pędziwiatr Weronika Wedler | 46,07    | AZS-AWFiS Gdańsk Katarzyna Wesołowska Paulina Klawiter Daria Grzegorzewska Danuta Młynarczyk | 46,81    |
| Sztafeta 4 × 400 m         | AZS-AWF Warszawa Barbara Blicharska Ewelina Sętowska-Dryk Danuta Młynarczyk Justyna Zembrzuska | 3:44,69  | AZS-AWF Wrocław Joanna Trawińska Katarzyna Hyjek Aleksandra Szyrwiel Joanna Linkiewicz  | 3:49,68  | AZS-AWF Kraków Maria Sławik Kamilia Hayder Anna Wolarek Karolina Półrola                     | 3:57,76  |
| Bieg przełajowy (ok. 4 km) | Katarzyna Broniatowska                                                                         | 12:25    | Aleksandra Jawor                                                                        | 12:37    | Izabela Trzaskalska                                                                          | 12:50    |
| Chód na 3000 m             | Paulina Buziak                                                                                 | 13:31,67 | Lucyna Chruściel                                                                        | 14:10,80 | Katarzyna Golba                                                                              | 14:30,30 |
| Skok wzwyż                 | Urszula Domel                                                                                  | 1,82     | Justyna Kasprzycka                                                                      | 1,82     | Karolina Błażej                                                                              | 1,78     |
| Skok o tyczce              | Olga Frąckowiak                                                                                | 3,90     | Marta Plewa                                                                             | 3,80     | Zofia Nowakowska                                                                             | 2,60     |
| Skok w dal                 | Teresa Dobija                                                                                  | 6,60     | Małgorzata Reszka                                                                       | 6,30     | Anna Jagaciak                                                                                | 6,24     |
| Trójskok                   | Anna Jagaciak                                                                                  | 13,55    | Katarzyna Płonka                                                                        | 12,74    | Monika Olkiewicz                                                                             | 12,63    |
| Pchnięcie kulą             | Agnieszka Maluśkiewicz                                                                         | 14,90    | Marta Jaworowska                                                                        | 13,47    | Agnieszka Dudzińska                                                                          | 13,12    |
| Rzut dyskiem               | Żaneta Glanc                                                                                   | 61,26    | Agnieszka Jarmużek                                                                      | 54,43    | Marta Jaworowska                                                                             | 48,17    |
| Rzut młotem                | Małgorzata Zadura                                                                              | 63,93    | Alicja Filipkowska                                                                      | 58,83    | Marta Weiss                                                                                  | 54,43    |
| Rzut oszczepem             | Magdalena Czenska                                                                              | 53,63    | Agnieszka Lewandowska                                                                   | 48,48    | Danuta Plewnia                                                                               | 47,07    |